# Artículo científico

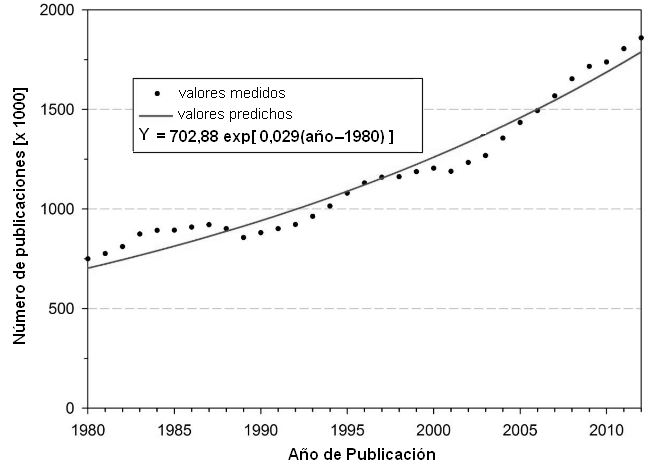
Número de artículos científicos anuales.

Un artículo científico (a veces también llamado paper como anglicismo) es un trabajo de investigación o comunicación científica publicado en alguna revista especializada. También se le llama documento científico, o simplemente artículo o publicación. En las evaluaciones académicas de investigadores o universidades, el número de publicaciones atribuidas al investigador, al departamento o la institución educativa, así como su factor de impacto y métricas asociadas son variables cuantitativas importantes.

## Objetivo
Un artículo científico es un texto, escrito en registro formal y académico, que tiene como objetivo difundir de manera no ambigua y precisa los resultados de una investigación específica sobre una cuestión de interés científico. Usualmente los artículos científicos contienen nuevos hallazgos, evaluaciones y mediciones previamente no conocidas, así como fomentar el desarrollo de métodos experimentales innovadores. Algunos artículos científicos son de replicación o revisión y tratan de replicar hallazgos previos con metodologías ligeramente diferente o sobre nuevos datos. Los artículos de revisión típicamente consisten en una revisión crítica comparada de hallazgos relacionados, estos artículos tratan de mostrar el estado de conocimiento sobre un conjunto pequeño de aspectos, estos artículos muchas veces no incluyen resultados nuevos, sino que su interés consiste en presentar comparaciones entre los hallazgos de diferentes investigadores, lo cual permite ver cuáles son las áreas donde sí existe consenso y cuales son las áreas en disputa.

## Características
Los artículos científicos, en tanto que ensayos científicos, deben estar cuidadosamente redactados para expresar de un modo no ambiguo y sintético lo que se pretende comunicar, e incluir las citas y referencias bibliográficas indispensables para contextualizar, justificar y verificar los antecedentes e ideas o datos previos contenidos en el trabajo. El contenido debe exponer además toda la información necesaria para que otros científicos puedan reproducir los resultados originales que se dan a conocer en él.
En ocasiones los artículos científicos son síntesis de informes o tesis de mayor envergadura, que orientan los esfuerzos de quienes puedan estar interesados en consultar la obra original. A veces la palabra inglesa paper posee una acepción ligeramente más amplia, pues incluye también a las ponencias. En estos casos es preferible referirse a ellos en español de manera más concreta como ensayo, comunicación, ponencia, informe o trabajo, según el contexto.
Cuando un trabajo no está aún publicado, pero ya ha sido aceptado por el comité editorial para su publicación, se dice que está «en prensa». Para principios del siglo XXI se estimó que el número de artículos científicos publicados en el mundo tenía un crecimiento exponencial, duplicándose el número total de artículos publicados cada 9 años Hacia 2012 el número de artículos publicados al año se estimaba en 1,8 millones (algo más de 1/3 de los mismos pertenecían a publicaciones sobre ciencias naturales). Para 2024, el número de artículos en ciencias naturales e ingeniería se estimaba en 2,9 millones (un 23% publicados por autores de China, un 16% por autores estadounidenses, un 5% por autores de India). Además los datos muestran que el desempeño científico internacional está fuertemente correlacionado en el PIB, debido a que los países con mayor ingreso nacional destinan una mayor cantidad de recursos a la investigación científica.
El siguiente cuadro resume algunas características principales de un artículo científico:
| Característica     | Descripción | Criterios de calidad |
| ------------------ | --- | --- |
| Trabajo científico | El artículo es el resultado de una investigación en el cual se difunden los hallazgos.                                                         | Deberá ser resultado de una investigación con rigor científico. Es decir, deberá usar métodos, estándares y procedimientos que se hayan demostrado científicamente válidos.                                                              |
| Originalidad       | El trabajo debe aportar algo nuevo al campo del conocimiento correspondiente.                                                                  | Debe ser un trabajo original del autor o autores. |
| Arbitrado          | Se refiere a que el artículo ha sido evaluado por un comité de especialistas el cual ha aprobado que el artículo se incluya en la publicación. | Revista arbitrada. Los árbitros pueden proponer a los autores correcciones y mejoras o ampliación y justificación de algún aspecto poco claro antes de su aceptación definitiva.                                                         |
| Estructura         | Es la forma en que se organiza el artículo. | Deberá seguir la estructura impuesta por el organismo donde se publique el artículo, incluyendo la forma de hacer referencias, los apartados y la extensión de cada apartado para cada una de las explicaciones de los siguientes temas. |
| Temática           | Se refiere al contenido que se trata en el artículo.                                                                                           | Atractivo para el lector, de actualidad y dentro del campo de la revista que lo publica. |

Usualmente los artículos son escuetos, directos y poco accesibles a los no especialistas. La introducción no suele explicar en detalle ciertos asuntos técnicos y en su lugar se remite a otras referencias que sí contienen dichos detalles. En general, un lector que no conozca lo esencial de las referencias puede tener dificultades de comprensión, ya que los artículos científicos no son obras de divulgación y están destinados a un público con conocimientos específicos, con el objeto de ser escritos breves.
Varias publicaciones recientes, en revistas revisadas por pares, proveen valiosas recomendaciones acerca de cómo estructurar, escribir y someter artículos científicos.

## Estructura normalizada
Los artículos que se encuentran en las revistas científicas comienzan con el título del artículo seguido del nombre de sus autores, un resumen del trabajo y un esquema denominado IMRAD (Introduction, Methods and Materials, Results, and Discussion — introducción, materiales y métodos, resultados y discusión), que fue establecido por el ICMJE, el Comité Internacional de Editores de Revistas Médicas.
El artículo científico es un texto de carácter académico que muestra el cumplimiento de normas específicas tanto en su estructura general como en su contenido. Estos aspectos fundamentales están determinados por el tipo de lectores y por el medio de divulgación. Cubre una extensa variedad de temas relacionados con la investigación en las diversas disciplinas del conocimiento. Así el uso del vocabulario especializado y el tono formal y no ambiguo con que se escribe facilitan el acceso a la información y, por consiguiente, su compresión.

### Título
El título es, en primera instancia, la presentación del documento y sintetiza con exactitud y claridad el contenido. Debe ser lo más corto posible, expresar cuál es el problema, cómo se estudió, qué se encontró y qué significa el resultado.

### Autores
Los nombres de los autores deben escribirse después del título de forma secuencial y separados por comas. Además se debe incluir una clave de las instituciones a las que pertenecen los autores.

### Resumen
El resumen (más conocido como abstract, en inglés) aparece inmediatamente después del título del artículo. Presenta:
- el contexto del estudio
- el propósito del estudio
- los procedimientos básicos (selección de sujetos del estudio o animales de laboratorio, los métodos observacionales o analíticos)
- los descubrimientos principales (dando tamaños específicos de los efectos y su importancia estadística, si fuera posible)
- las conclusiones principales.
- palabras claves

Debe enfatizar los aspectos nuevos o importantes del estudio o de las observaciones.
En sitios de búsqueda (como PubMed) o en revistas con licencias, el resumen es lo único que se muestra de un artículo científico.

### Introducción
La introducción presenta el tema a tratar en el artículo y suele responder a la pregunta del por qué se ha realizado el estudio; debe contener la hipótesis que se intenta demostrar mediante el estudio o experimento realizado. Suele no tener más de dos párrafos y a veces incluye un compendio de las últimas averiguaciones en el tema.
Características generales
1. Permite la flexibilidad y variedad temática, de igual manera parte de un análisis descriptivo sobre temas históricos, teóricos, científicos, políticos, culturales, económicos y sociales de actualidad.
2. Se insinúa que la redacción del artículo debe partir de hechos concretos y no de reflexiones de tipo filosófico o consideraciones generales del asunto a tratar.
3. Se trabaja y analiza directamente sobre hechos que no tienen otra finalidad rigurosa que la de informar sin tener que trasmitir datos puntuales. A través de la persuasión y la seducción, el articulista describe los acontecimientos más o menos actuales.

### Métodos y materiales
La sección de métodos solo debe incluir la información que estaba disponible en el momento en que se escribió el plan o protocolo del estudio. Cualquier información que se consiguió durante el estudio debe consignarse en la sección de Resultados. Usualmente los métodos describen técnicas o procesos existentes haciendo énfasis en cómo se aplicarán al estudio concreto del artículo científico. La parte de materiales describe las muestras u objetos de estudios, su descripción, su procedencia y sus características generales relevantes para el estudio.

### Resultados
Donde se presentan los resultados obtenidos, en estudios experimentales o simulaciones computacionales se suelen acompañar con tablas o gráficos que resumen aspectos cuantitativos y cualitativos de los nuevos resultados obtenidos en el estudio.

### Discusión
En la discusión se retoman los resultados obtenidos y se comparan con otros previos, se contextualiza su importancia, así como las implicaciones prácticas y teóricas de los mismos. En esta sección se mencionan investigaciones futuras, así como posibles usos de los resultados. En esta parte frecuentemente se tienen en cuenta posibles objeciones, limitaciones y comentarios de los resultados. Se suele cerrar con las principales conclusiones del estudio.